# Klingele
Klingele Paper & Packaging SE & Co. KG er en tysk papir- og emballageproducent. Klingele har tre papirfabrikker, 13 bølgepap og otte forarbejdningsværker. I alt har de 3.200 ansatte og en omsætning på 1,3 mia. euro (2022).
Virksomheden Klingele blev grundlagt i 1920 i Wiesloch af papiergrossist Alfred Klingele og hans svoger Emil Holfelder.